# Amdierma
Amdierma (ros. Амдерма) – osiedle (1936–2004 osiedle typu miejskiego) w rejonie zapolarnym Nienieckiego Okręgu Autonomicznego, w strefie przygranicznej.
W Amdiermie znajduje się port lotniczy o tej samej nazwie.